# Abdelkrim Moutiî
Abdelkrim Moutiî (àrab: عبد الكريم المطيع, ʿAbd al-Karīm al-Muṭīʿ) (Ben Ahmed, 25 de novembre de 1935) és el co-fundador, amb Kamal Ibrahim, de Chabiba Islamiya, ‘Joventut Islàmica’, una associació marroquina violenta, clandestina i extremista l'objectiu de la qual era l'establiment d'un estat islàmic al Marroc. Chabiba Islamiya va actuar per primer cop el 1969.
Després d'haver estat acusat d'implicació el 18 de desembre de 1975 en l'assassinat d'Omar Benjelloun, líder d'esquerra i periodista, Moutiî va fugir a Aràbia Saudita, on va participar en l'assalt a la Gran Mesquita de la Meca el novembre de 1979. El 1980 fou condemnat a mort en contumàcia per l'assassinat de Benjelloun.
Posteriorment va fugir de nou a Líbia, on es creu que hi vivia exiliat. Des de llavors, ha adoptat una actitud molt més moderada i va declarar que està a punt per tornar al Marroc si se li ofereixen garanties suficients. En 2012 va obtenir asil polític a la Gran Bretanya.